# Bruges-Capbis-Mifaget
Bruges-Capbis-Mifaget là một xã thuộc tỉnh Pyrénées-Atlantiques trong vùng Aquitaine ở tây nam nước Pháp. Xã này nằm ở khu vực có độ cao trung bình 316 mét trên mực nước biển.